# António Alva Rosa Coutinho
António Alva Rosa Coutinho CvA • ComIH (Lisboa, 14 de febrer de 1926 — 2 de juny de 2010) va ser un almirall i polític portuguès de la segona meitat del segle xx.

## Biografia
Oficial de la Marina, va passar la major part de la seva carrera naval a bord, i a certs moments, al comandament, dels bucs hidrogràfics. En els anys 60, estant de patrulla i recerca en el riu Zaire va ser capturat per la guerrilla del Front Nacional d'Alliberament d'Angola (FNLA) i va passar uns mesos segrestat. En 1971 fou nomenat Comanador de l'Orde de l'Infant Dom Henrique de Portugal.
Durant la revolució dels clavells (25 d'abril de 1974) era capità de navili i va ser un dels membres de la Marina assignats per integrar la Junta de Salvació Nacional (JSN). Després va ser promogut a Vicealmirall. En els primers mesos després de la reinstauració democràtica la seva aportació no va ser gaire rellevant, però va arribar a coordinar el Servei d'Extinció de la PIDE-DGS (policia política) i la Legió Portuguesa.
A la fi de juliol, després de la renúncia de l'últim Governador General d'Angola, el general Silvino Silvério Marques, Rosa Coutinho va ser nomenat per reemplaçar-lo com a president de la Junta de Governadors d'Angola. Va ser confirmat per la Junta de Defensa Nacional a la fi de setembre de 1974, sent nomenant Alt Comissionat a Angola a partir d'octubre. Rosa Coutinho va romandre al territori fins a la signatura del tractat d'Alvor (gener 1975), entre els portuguesos i els tres moviments d'alliberament -FNLA, el Moviment Popular per a l'Alliberament d'Angola (MPLA) i la Unió Nacional per a la Independència Total d'Angola (UNITA)-. Les seves accions a Angola se solen considerar com a favorables pel MPLA. Va defensar la integritat territorial d'Angola contra els separatistes de Cabinda recolzats per Zaire.
El procés angolès i la seva actitud en 1975, propera al Partit Comunista Portuguès (PCP), li va valer l'epítet "almirall roig". En els primers mesos de l'any va estar lligat a l'elaboració de "lleis revolucionàries" amb la finalitat de radicalitzar el procés polític iniciat a l'abril de 1974. Així, després dels successos de l'11 de març de 1975 en els quals es va radicalitzar la política portuguesa, Rosa Coutinho es va incorporar al Consell de la Revolució (CR) recentment creat. No obstant això, es va mantenir fidel al govern en l'intent de cop d'Estat del 25 de novembre de 1975.
Després d'abandonar l'exèrcit, va participar en els moviments de solidaritat amb Angola i en campanyes de suport a partits de l'esquerra portuguesa.